# اگه آیدان
اگه آیدان (ترکی استانبولی: Ege Aydan؛ زادهٔ ۱۵ ژوئن ۱۹۵۸) هنرپیشه اهل ترکیه است.